# Mastaba d'Hésirê
Le mastaba d'Hésirê est un ancien complexe funéraire égyptien situé dans la grande nécropole de Saqqarah en Égypte. Il s'agit de la dernière demeure du haut fonctionnaire Hésirê, qui a exercé ses fonctions pendant la IIIe dynastie sous le roi Djéser. Son grand mastaba est réputé pour ses peintures murales bien préservées et ses panneaux en relief réalisés en cèdre du Liban importé, qui sont aujourd'hui considérés comme des chefs-d'œuvre de la sculpture sur bois de l'Ancien Empire. Le mastaba lui-même est le plus ancien exemple de tombe peinte de l'Ancien Empire et le seul exemple connu de la IIIe dynastie. La tombe a été fouillée par les égyptologues Auguste Mariette et James Edward Quibell.

## Découverte et fouille
Le mastaba d'Hesirê a été initialement fouillé en 1861 par Auguste Mariette et Jacques de Morgan. Mariette découvrit rapidement la galerie à niches avec ses panneaux de bois et fit transporter ces précieux objets au Musée égyptien du Caire. Il trouve les puits funéraires vides. Dans son journal, Mariette fait part de son émerveillement devant les peintures murales et les panneaux de bois. Cependant, il a décrit par erreur la brique crue dans laquelle la tombe est construite comme étant « jaunâtre » alors qu'elle est noire. De l'avis du fouilleur ultérieur James Edward Quibell, il n'avait pas travaillé très soigneusement et, après l'enlèvement des objets, le mastaba d'Hésirê fut recouvert à plusieurs reprises et abandonné. Il a complètement négligé de faire inclure le mastaba dans les plans de Morgan ou de noter lui-même son emplacement.
Les fouilles de James Edward Quibell commencent en 1910 et se terminent en 1911. Une deuxième saison se déroule de 1911 à 1912. Quibell a d'abord eu du mal à trouver la tombe d'Hésirê en raison du mauvais compte rendu laissé par Mariette. Cependant, un ancien assistant de fouilles se souvient de l'emplacement de la tombe et y conduit Quibell. La première chose que l'équipe de Quibell a repérée était la galerie en niches décorée de peintures murales. Le passage a été comblé et recouvert de roseaux, de planches de bois et de quelques gravats le même jour, car la peinture avait commencé à s'écailler dès son exposition au soleil. De plus, selon Quibell, le couloir était si étroit que les visiteurs et les fouilleurs risquaient de frotter la peinture des murs avec leurs épaules en le traversant. Il a donc été décidé de combler à nouveau le passage après avoir effectué un relevé complet, des illustrations et des photographies. Quibell a également indiqué qu'il avait dû employer un grand nombre de personnel de sécurité pour surveiller la tombe jour et nuit, afin d'empêcher les vols et les dommages causés par les fossoyeurs et les vandales en quête de trésor ou de controverse.

## Analyse de la tombe
Le mastaba d'Hésirê est d'une importance exceptionnelle tant pour l'archéologie que pour l'égyptologie, car il témoigne d'une nette évolution de la structure et de la décoration des tombes par rapport aux mastabas antérieurs. En outre, on y trouve des innovations et des précurseurs d'idées et de pratiques relatives au culte funéraire de l'Égypte antique et aux croyances sur la vie après la mort.
Les mastabas plus anciens, surtout ceux de la fin de la IIe dynastie, contenaient des stèles d'offrandes et la représentation du défunt s'y limitait. Dans la tombe d'Hésirê, les fausses portes, dans lesquelles les défunts sont représentés debout ou marchant, apparaissent pour la première fois. En outre, la tombe d'Hésirê est la première de son genre à présenter une liste d'offrandes complète, qui deviendra un élément essentiel des tombes des générations suivantes (comme par exemple dans les mastabas de Khâbaousokar, Rahotep et Metjen). Là, les représentations des objets funéraires sont complétées par des images de personnes apportant des offrandes. Avec la nouvelle forme de décoration des tombes initiée par Hésirê, le propriétaire de la tombe a obtenu davantage de possibilités de représentation symbolique : il pouvait désormais quitter la tombe et y revenir par la fausse porte et davantage d'offrandes étaient désormais à sa disposition. En outre, les images figuratives sur les panneaux en bois de cèdre marquent un premier point clé dans le développement artistique de la décoration des tombes : le défunt n'était plus indiqué par une silhouette anthropomorphique, il est désormais représenté de façon plus naturelle. Un style quelque peu similaire a depuis été mis au jour dans les galeries souterraines sous la pyramide contemporaine de Djéser, dans lesquelles le pharaon est représenté courant durant la fête-Sed.

## Description

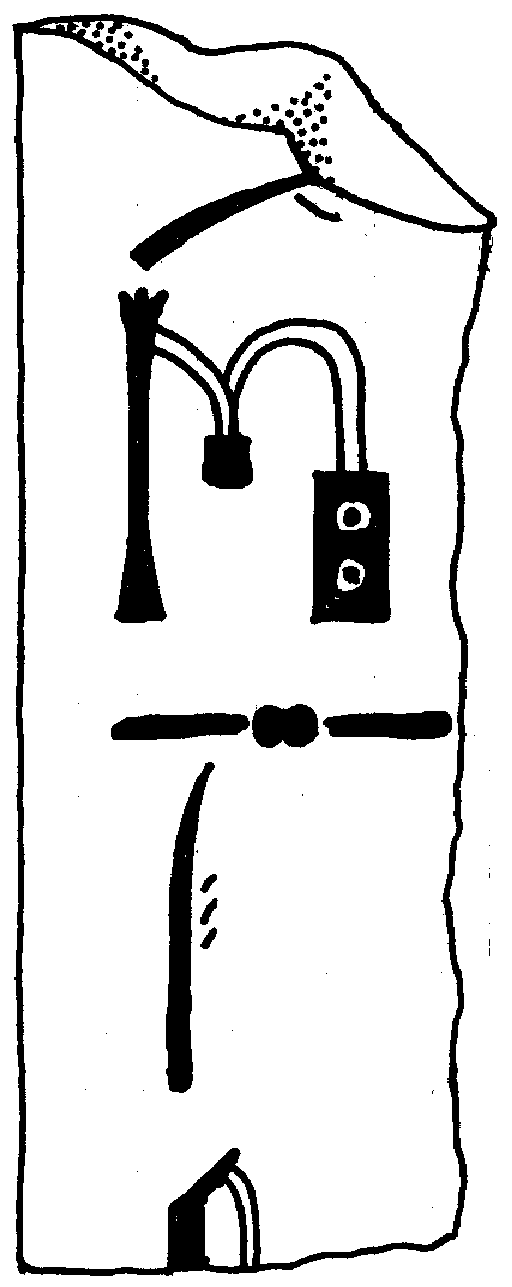
Fragment d'os portant le nom et le titre d'Hésirê à la peinture noire

### Localisation
Le mastabe d'Hésirê (enregistré sous la référence S2405) est situé dans la partie nord de Saqqarah, à environ deux-cent-soiwante mètres au nord-est du complexe pyramidal du roi Djéser, dans le secteur de la tombe G2-G3. La tombe est coincée entre une dizaine d'autres tombes officielles, datant de la période protodynastique à la IVe dynastie, elles-mêmes serrées les unes contre les autres.

### Taille et matériaux
Le mastaba d'Hésirê mesurait à l'origine environ quarante-trois mètres de long et au moins cinq mètres de haut ; il n'est orienté qu'à environ +11° d'un axe nord-sud. Le matériau de construction était de la brique crue noire cuite. Les pièces intérieures, y compris les couloirs, et les murs extérieurs du mastaba étaient à l'origine soigneusement recouverts de plâtre calcaire blanc. Les murs extérieurs étaient également décorés à l'imitation d'une façade de palais. L'ensemble du monument est une construction massive en briques crues, complétée par des cadres de portes en granit gris et des panneaux décoratifs en bois de cèdre.

### Architecture extérieure et intérieure
L'entrée « officielle » est située sur le côté est. Un mur se dresse devant le mur est du mastaba, formant un couloir étroit. Ce couloir part vers le sud puis tourne vers l'ouest après seize mètres pour longer le côté sud du mastaba. Il s'élargit alors pour former une sorte d'antichambre, qui a été bouchée immédiatement après son achèvement. Le côté nord de l'antichambre était décoré, au moment des fouilles, d'une frise représentant des personnes, du bétail et un crocodile. Elle se trouve aujourd'hui au Musée du Caire. De légers vestiges indiquent que le côté sud de l'antichambre a pu également être décoré. L'antichambre débouchait sur le serdab, qui s'étendait vers le sud et contenait la base en pierre d'une statue-ka qui n'a pas été conservé. Le couloir partait du serdab en direction de l'ouest. Un autre couloir bifurque vers le nord après six mètres, où il se termine par un passage de vingt-trois mètres de long. Celui-ci était à l'origine fermé par six blocs de granit, mais les pilleurs de tombes les ont détruits dans l'Antiquité. Après ce premier embranchement, le couloir d'entrée continue sur quatre mètres vers l'ouest, où il bifurque vers le nord et se termine par une galerie à niches de trente-sept mètres de long. Les niches étaient peintes et contenaient onze panneaux de bois décorés.
Au centre du mastaba se trouve une pièce isolée, allongée et nichée, qui a été murée avec des briques crues. Quibell a suggéré que la pièce a été installée pour des pratiques religieuses/magiques ou en raison d'une modification du plan du bâtiment au cours de la construction.
Près de l'extrémité ouest du mastaba, un puits vertical isolé descend à vingt-et-un mètres de profondeur jusqu'aux chambres funéraires souterraines. Celles-ci sont orientées vers le sud et divisées en trois niveaux. Le niveau supérieur contient deux passages principaux qui mènent à plusieurs pièces et magasins. Le passage ouest se divise en deux et se termine par des escaliers qui descendent vers les deux autres niveaux et mènent à des passages inachevés. La chambre funéraire proprement dite avait déjà été pillée lorsqu'elle a été découverte.

### Panneaux en bois

Hésirê en tant que jeune homme au début de sa carrière

Les objets les plus significatifs de la tombe d'Hésirê sont les panneaux de cèdre libanais décorés. Du fait même que le bois de cèdre était importé et travaillé en telle quantité, il semble qu'Hésirê était non seulement un homme de haut rang et influent, mais aussi très riche. Les bois égyptiens typiques comme le palmier et le sycomore ne convenaient qu'à un travail très limité, car ils sont très tendres. Pour les stèles, les planches de bateaux et les éléments architecturaux, il était nécessaire d'utiliser des bois de meilleure qualité, comme le cèdre du Liban.
Les panneaux d'Hésirê mesuraient à l'origine Un mètre quatorze de haut et cinquante-sept centimètres de large. Sur les onze panneaux retrouvés, six étaient presque entiers, tandis que seuls des fragments ont pu être récupérés sur les cinq autres. Ils ont été trouvés dans les niches d'une façade de palais et chacun d'eux était fixé par une cheville carrée à une petite ouverture rectangulaire dans le mur de la niche. Aujourd'hui, les panneaux sont exposés au Musée égyptien du Caire.
Tous les panneaux en bois sont décorés de reliefs de grande qualité artistique. Ils conservent des représentations figuratives d'Hésirê, qui est représenté debout dans un rôle officiel ou assis à une table d'offrandes. Alors que son visage est représenté de profil, son corps est représenté dans une vue de 3/4, de sorte que toutes les parties de son corps peuvent être vues. Ce style de perspective est tout à fait typique de l'art du relief de l'Ancien Empire, tout comme le fait que le visage anguleux d'Hésirê avec une fausse barbe soit calqué sur celui de son roi Djéser. À chaque portrait, Hésirê apparaît plus âgé : sur le premier panneau, Hésirê est dépeint comme un jeune homme droit et possède déjà le rang élevé de « scribe royal » et de « confident royal ». Sur le dernier relief, Hésirê est représenté comme un homme très âgé, assis à une table d'offrandes. Il est probablement représenté ici au sommet de sa carrière, portant des titres tels qu'« Ancien de Qed-Hetep » et « Chef de Pe ».
Les inscriptions qui accompagnent les portraits mentionnent les hautes fonctions et les titres qu'Hésirê a occupés. En outre, les nombreuses offrandes habituelles sont énumérées, comme le pain (ta), la bière (henket), l'encens (senetjer) et la viande (kaou).
Ces panneaux sont presque sans équivalent dans l'art égyptien. L'exemple le plus proche est la stèle du haut fonctionnaire Merka de Saqqarah, qui date de la fin de la Ire dynastie. Dans sa tombe, une seule stèle représentant Merka assis et comprenant ses titres, a été trouvée dans une niche de la façade de la tombe. Les principales différences avec les panneaux d'Hésirê sont leur nombre (Merka n'en avait qu'un) et le fait que la stèle de Merka était sculptée dans la pierre.

#### Panneaux individuels

##### CG 1426
Le relief « Musée du Caire CG 1426 » est bien conservé. Il montre Hésirê assis à une table d'offrandes. Tous les autres panneaux le montrent debout en face d'elle (du moins dans ceux qui sont bien conservés). Sur ce panneau, il porte un long vêtement serré, qui couvre son épaule gauche mais laisse l'épaule droite libre. Sur l'épaule gauche se trouve une sorte de nœud. Le vêtement descend jusqu'à ses chevilles. Dans sa main gauche, Hésirê tient deux bâtons. De son épaule droite partent des ustensiles de scribe. Ils consistent en un encrier avec deux trous pour la peinture rouge et noire, un bâton d'écriture en roseau et un sac. Le bras droit d'Hésirê est tendu vers la table d'offrandes qui se trouve à sa gauche. Sur le plateau d'offrandes actuel se trouvent huit miches de pain. Juste au-dessus de la table se trouve une courte liste d'offrandes, comprenant du vin, de l'encens, de l'eau fraîche, de la viande de bœuf et d'antilope. Dans la partie supérieure du relief se trouve une liste complète des titres d'Hésirê : « Chef dentiste », « Héka Prêtre de Mehyt, aîné de Qed-hetep », « Celui qui voit Min », « Accompagnateur du roi », « Surveillant des artisans du roi », « Grand du foulard » (?), « Père de Min », « Surveillant du bâtiment de culte de Mehyt », « Grand de Bouto », « Premier des coursiers » (?), « Grand des dix de Haute-Égypte », « prêtre d'Horus du lieu du harpon de Bouto » (?).

##### CG 1427
Le relief « Musée du Caire CG 1427 » est très bien conservé. Hésirê est représenté debout. Il porte une grande perruque. Dans sa main gauche, il tient des ustensiles de scribe : un encrier avec deux ouvertures pour l'encre rouge et l'encre noire, et une tige dans laquelle ses pinceaux d'écriture étaient rangés. Il tient également une longue baguette dans cette main. Dans l'autre main, qui pend à son côté, il tient un sceptre Kherep, symbole de pouvoir. Dans l'espace au-dessus d'Hésirê figure une sélection de ses titres : « Ancien de Qed-hetep », « Père de Min », « Surveillant de l'édifice du culte de Mehyt », « Connaissance du roi », « Surveillant des artisans du roi », et « Grand des dix de Haute-Égypte ». Au-dessus des titres se trouve un espace vide, qui était probablement à l'origine incorporé dans la niche du mastaba et donc non visible. Une fente est également visible, qui était utilisée pour fixer le panneau au mur.

##### CG 1428
Le relief « Musée du Caire CG 1428 » est presque entièrement conservé, bien qu'il présente quelques dommages dans les parties inférieure et supérieure. Hésirê est représenté debout. Il porte une perruque courte avec des anneaux. Des ustensiles de scribe pendent de son épaule droite, qui consistent en un encrier avec deux ouvertures pour la peinture rouge et noire, un sac et une longue tige, qui contiendrait des pinceaux à écrire. Les deux bras pendent à ses côtés et Hésirê semble ne rien tenir dans ses mains, bien que la main droite soit en grande partie détruite. Devant Hésirê se trouve une courte liste d'offrandes, qui comprend du bœuf, de la volaille, des boissons (du vin) et de l'encens. Dans la partie supérieure du panneau figurent les titres d'Hésirê : « Grand des dix de Haute-Égypte », « Heka Prêtre de Mehyt », « Père de Min », « Celui qui voit Min », « Surveillant des scribes royaux » et « Surveillant des artisans du roi ».

##### CG 1429
Le relief « Musée du Caire CG 1429 » est largement préservé. Hésirê est représenté debout. Dans sa main gauche, il tient une longue baguette, dans sa main droite un sceptre khereb. Hésirê porte une perruque à hauteur d'épaule et un pagne court. La partie inférieure de l'image est en grande partie perdue. Au-dessus de l'image se trouve une partie de sa titulature, qui est identique au panneau CG 1427.

##### CG 1430
Le relief « Musée du Caire CG 1430 » mesure maintenant environ quatre-vingt-six centimètres de haut et quarante-et-un centimètres de large. La partie inférieure est perdue. Hésirê est représenté debout. Il porte une perruque courte avec des mèches. Dans sa main gauche, il tient une baguette contre sa poitrine. Des ustensiles de scribe pendent sur son épaule droite, dont l'encrier avec des trous d'encre rouge et noire sont les plus visibles. Devant Hésirê se trouve une courte liste d'offrandes. Au-dessus se trouve la titulature d'Hésirê, identique au panneau CG 1427.

Les panneaux individuels
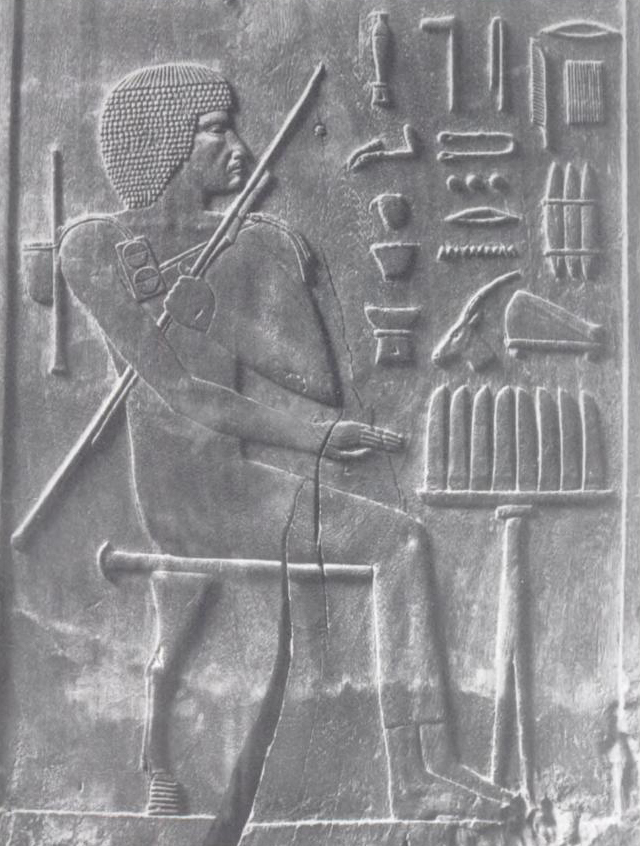
Musée du Caire CG 1426
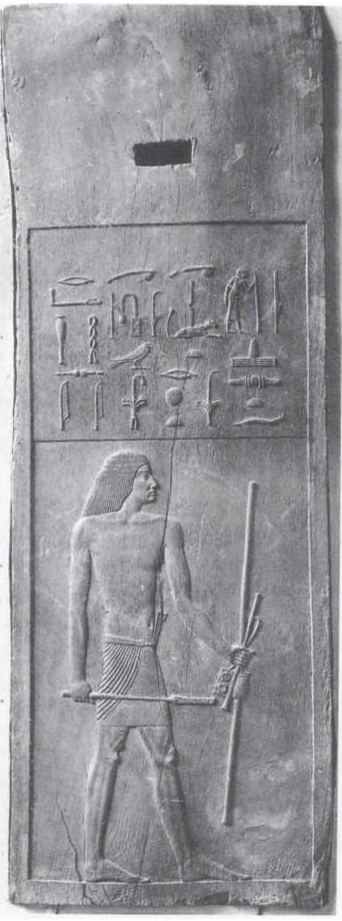
Musée du Caire CG 1427
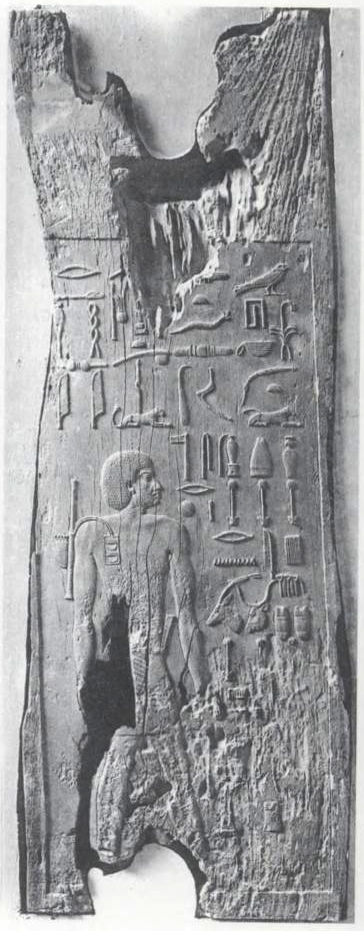
Musée du Caire CG 1428
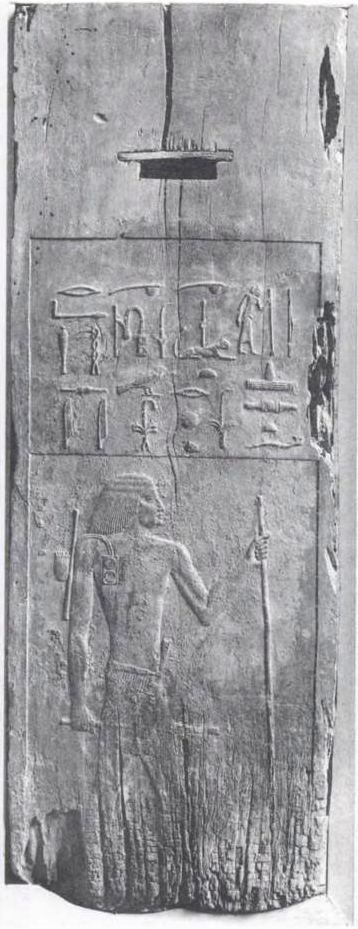
Musée du Caire CG 1429
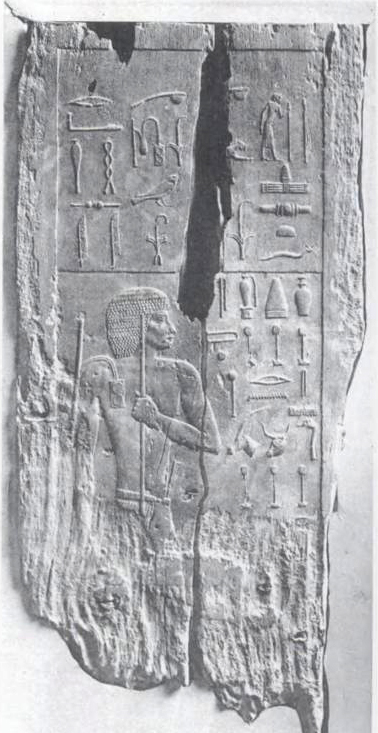
Musée du Caire CG 1430

### Peintures murales
.

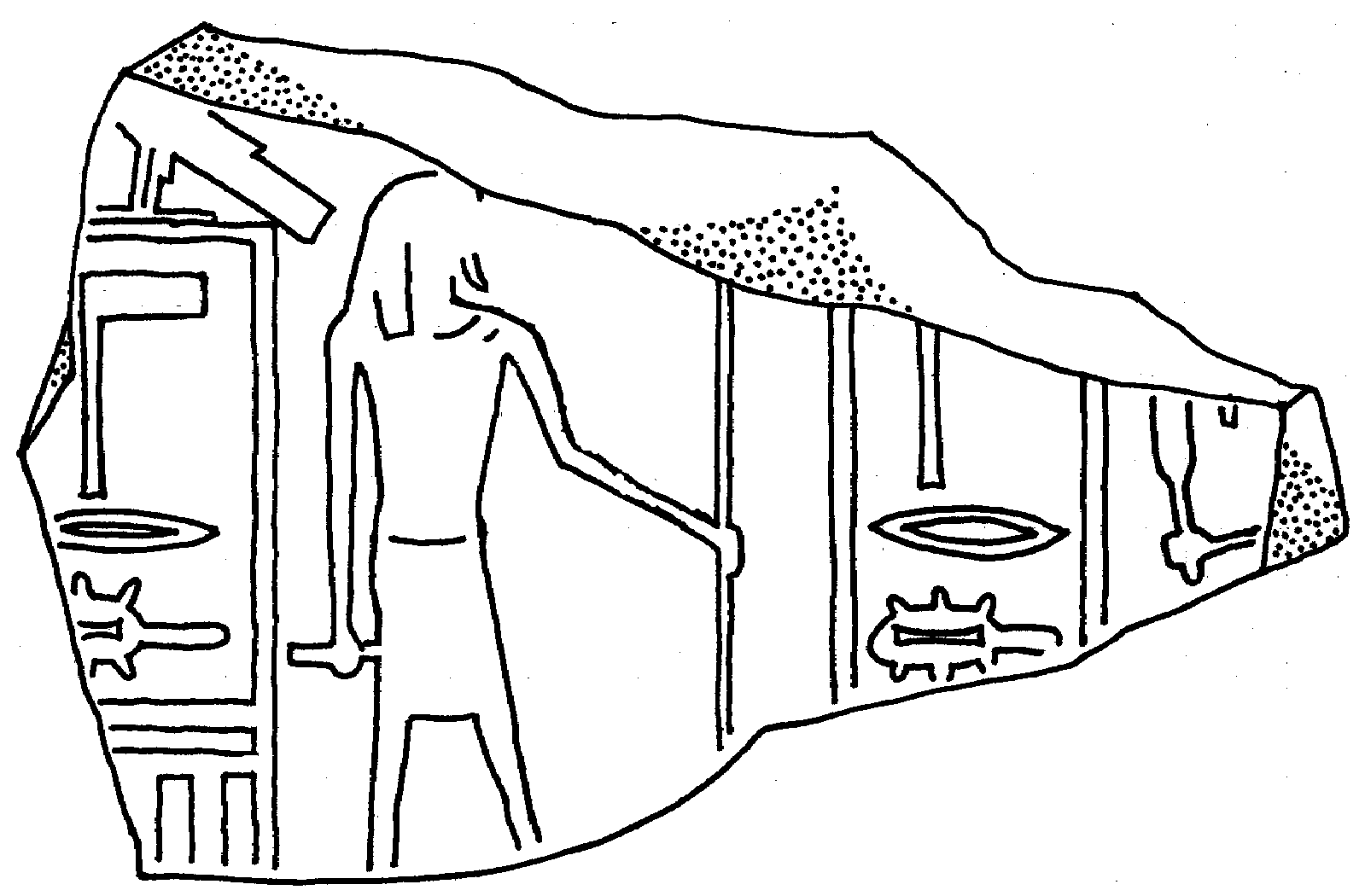
Fragment de sceau en argile avec le nom d'Horus « Netjerichet » (à l'extrême gauche et à l'extrême droite)

Les niches dans lesquelles les panneaux ont été trouvés étaient enduites et peintes de motifs géométriques. Au moment de la fouille, les couleurs étaient encore clairement reconnaissables : rouge, vert, noir, jaune et blanc. La façade du palais susmentionnée ne constitue pas vraiment le mur extérieur du mur ouest, car un mur autonome lui fait face. La face intérieure de ce mur était à l'origine entièrement décorée de peintures. Les peintures du mur ouest peuvent être séparées en trois registres : le plus bas consistait en une bande rouge lisse avec des espaces noirs au-dessus et au-dessous.
Au-dessus se trouvait une série de motifs de roseaux avec divers motifs verts et jaunes. Au-dessus de cela se trouvait une autre bande rouge. Sur le mur est, le registre le plus bas consistait en un motif de losanges verts et jaunes. Au-dessus se trouvait une représentation peinte des offrandes funéraires d'Hésirê, qui comprennent des offrandes telles que du pain, de la volaille, des dattes et du vin ; en outre, il y avait des images d'huile et de récipients ornementaux ainsi que des équipements pour la chasse et l'écriture. Divers types de lits et de canapés ainsi qu'une table, dont la face supérieure est ornée d'un serpent (souillé), ornaient le mur ouest. Chacun de ces objets était accompagné d'une courte inscription, également peinte, qui décrit les objets et le contenu des récipients.
Au-dessus des représentations des offrandes funéraires se trouve un motif de dix lignes en rouge, blanc et noir. Pour protéger ces précieuses peintures murales, le mastaba a été fermé à toute nouvelle fouille. Malheureusement, de grandes parties de la décoration avaient déjà été détruites par les éléments et par le feu des torches des pilleurs de tombes.